# Onze-Lieve-Vrouwe ter Nood (titel)

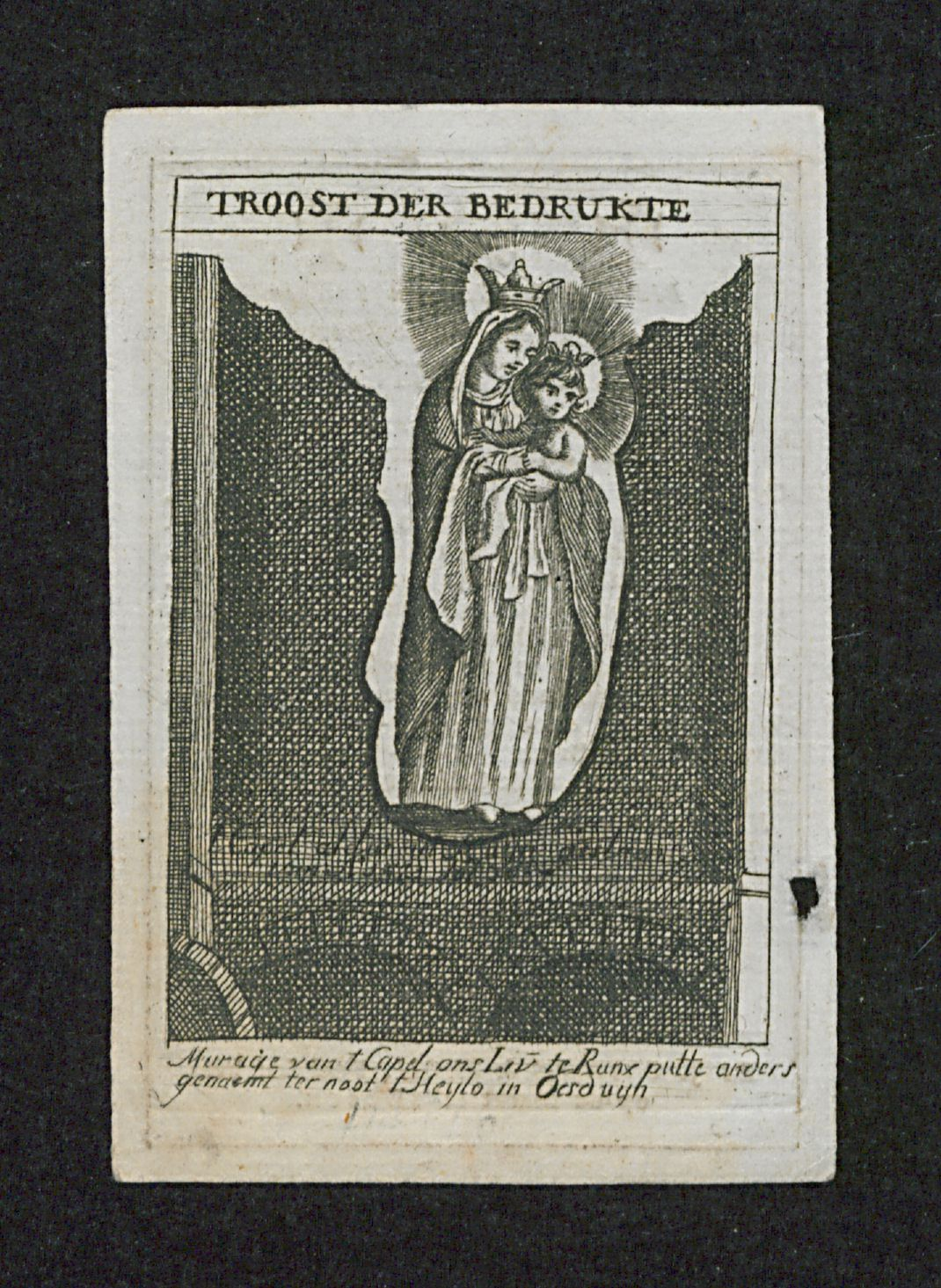
Anonieme ets uit 1804

Onze-Lieve-Vrouw ter Nood of Maria-in-Nood is een titel van Maria, de moeder van Jezus. De Nood Gods verwijst vaak naar droefheid van Maria met het lichaam van de gestorven Jezus op haar schoot. Dit beeld is dan de piëta.
Ook wordt Maria aangeroepen om hulp te bieden in noodsituaties.

## Kapellen en bedevaartsplaatsen

### België
Kapellen in België die opgedragen zijn aan Onze Lieve Vrouwe ter Nood zijn onder andere:
- Onze-Lieve-Vrouw-ter-Noodkapel in Hamme[2]
- Onze-Lieve-Vrouw-ter-Noodkapel in Stalle (Ukkel)[3]
- Onze-Lieve-Vrouwkapel ter Nood en Dood in Vlezenbeek[4]
- Onze-Lieve-Vrouw-ter-Noodkerk in Merchtem

### Nederland
Kapellen en bedevaartsplaatsen in Nederland die opgedragen zijn aan Onze Lieve Vrouwe ter Nood zijn onder andere:
- Geloërkapel in Belfeld[5]
- Onze-Lieve-Vrouw-ter-Nood-Godskapel in Bergharen[6]
- Bedevaartsoord Onze-Lieve-Vrouwe ter Nood in Heiloo[7]
- Onze-Lieve-Vrouwe-ter-Noodkapel in Sevenum[1]
- Onze-Lieve-Vrouwe-ter-Noodkapel in Stein[8]
- Onze-Lieve-Vrouwe-ter-Noodkapel in Tilburg
- Mariakapel in Wanssum